# Nesidiocoris
Nesidiocoris is een geslacht van wantsen uit de familie van de Miridae (Blindwantsen). Het geslacht werd voor het eerst wetenschappelijk beschreven door Kirkaldy in 1905.

## Soorten
Het genus bevat de volgende soorten:

- Nesidiocoris alkannae (Linnavuori, 1975)
- Nesidiocoris atricornis (Distant, 1913)
- Nesidiocoris brunneicollis (Linnavuori, 1975)
- Nesidiocoris caesar (Ballard, 1927)
- Nesidiocoris callani (Odhiambo, 1961)
- Nesidiocoris cruentatus (Ballard, 1927)
- Nesidiocoris dilutus (Odhiambo, 1961)
- Nesidiocoris echinopis (Linnavuori & Al-Safadi, 1993)
- Nesidiocoris flavoviridis (Linnavuori, 1975)
- Nesidiocoris floridus (Odhiambo, 1961)
- Nesidiocoris kristenseni (Poppius, 1914)
- Nesidiocoris leontion (Linnavuori, 1974)
- Nesidiocoris longicornis (Linnavuori, 1975)
- Nesidiocoris macfiei (Poppius, 1914)
- Nesidiocoris montivaga (Linnavuori, 1975)
- Nesidiocoris nigricornis (Linnavuori, 1974)
- Nesidiocoris pallens (Poppius, 1914)
- Nesidiocoris plebejus (Poppius, 1915)
- Nesidiocoris poppiusi (Carvalho, 1958)
- Nesidiocoris pulchricornis (Poppius, 1914)
- Nesidiocoris scutellaris (Poppius, 1914)
- Nesidiocoris tabaci (Froggatt, 1920)
- Nesidiocoris tenuis (Reuter, 1895)
- Nesidiocoris tuberculifer (Linnavuori, 1975)
- Nesidiocoris volucer Kirkaldy, 1902